# Сен-Жан-д’Англь
Сен-Жан-д’Англь (фр. Saint-Jean-d’Angle) — коммуна во Франции, находится в регионе Пуату — Шаранта. Департамент коммуны — Приморская Шаранта. Входит в состав кантона Сент-Аньян. Округ коммуны — Рошфор.
Код INSEE коммуны — 17348.

## Население
Население коммуны на 2010 год составляло 595 человек.
| 1962 | 1968 | 1975 | 1982 | 1990 | 1999 | 2010 |
| ---- | ---- | ---- | ---- | ---- | ---- | ---- |
| 442  | 456  | 431  | 464  | 486  | 509  | 595  |

## Галерея

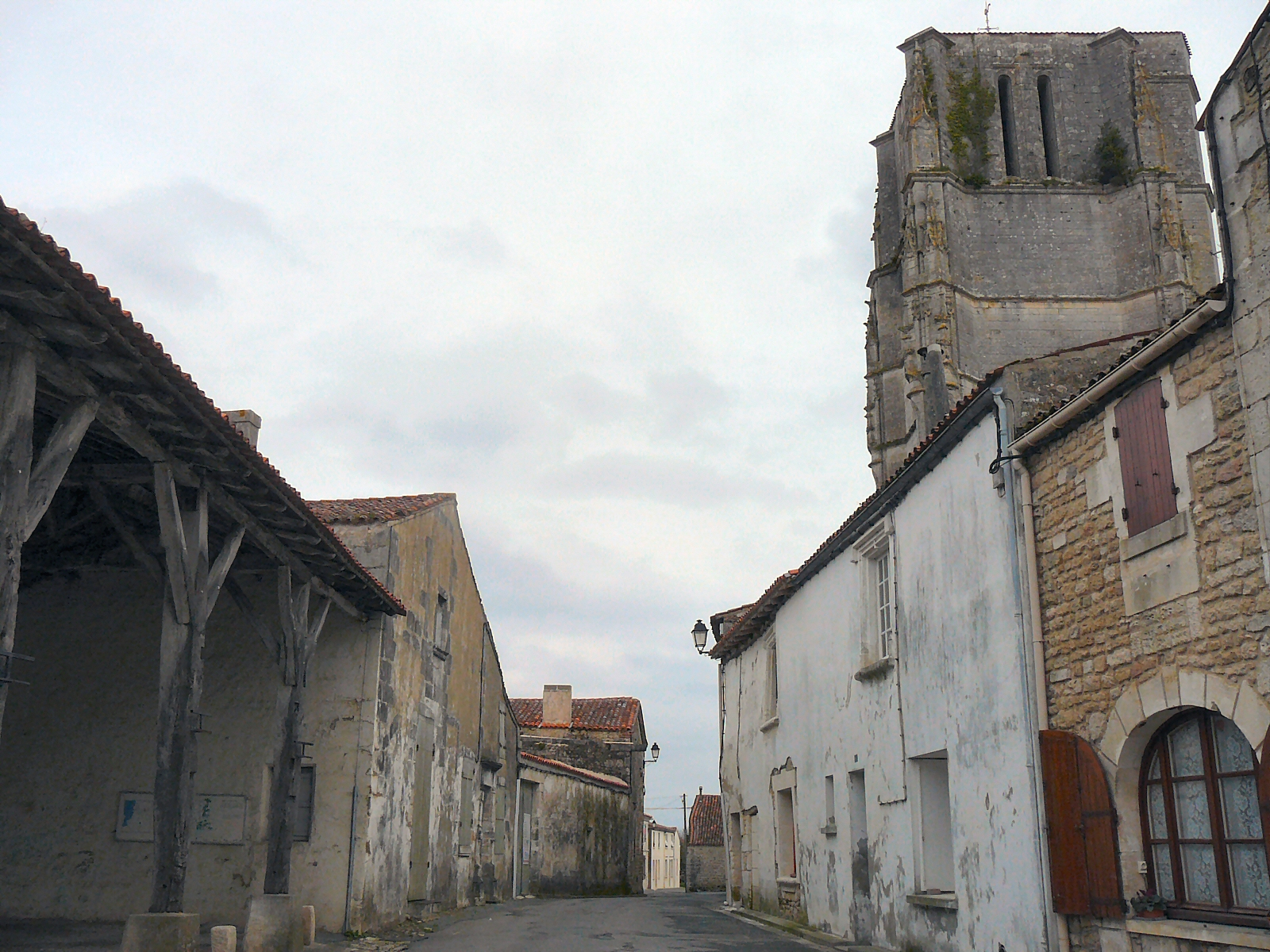
Улица
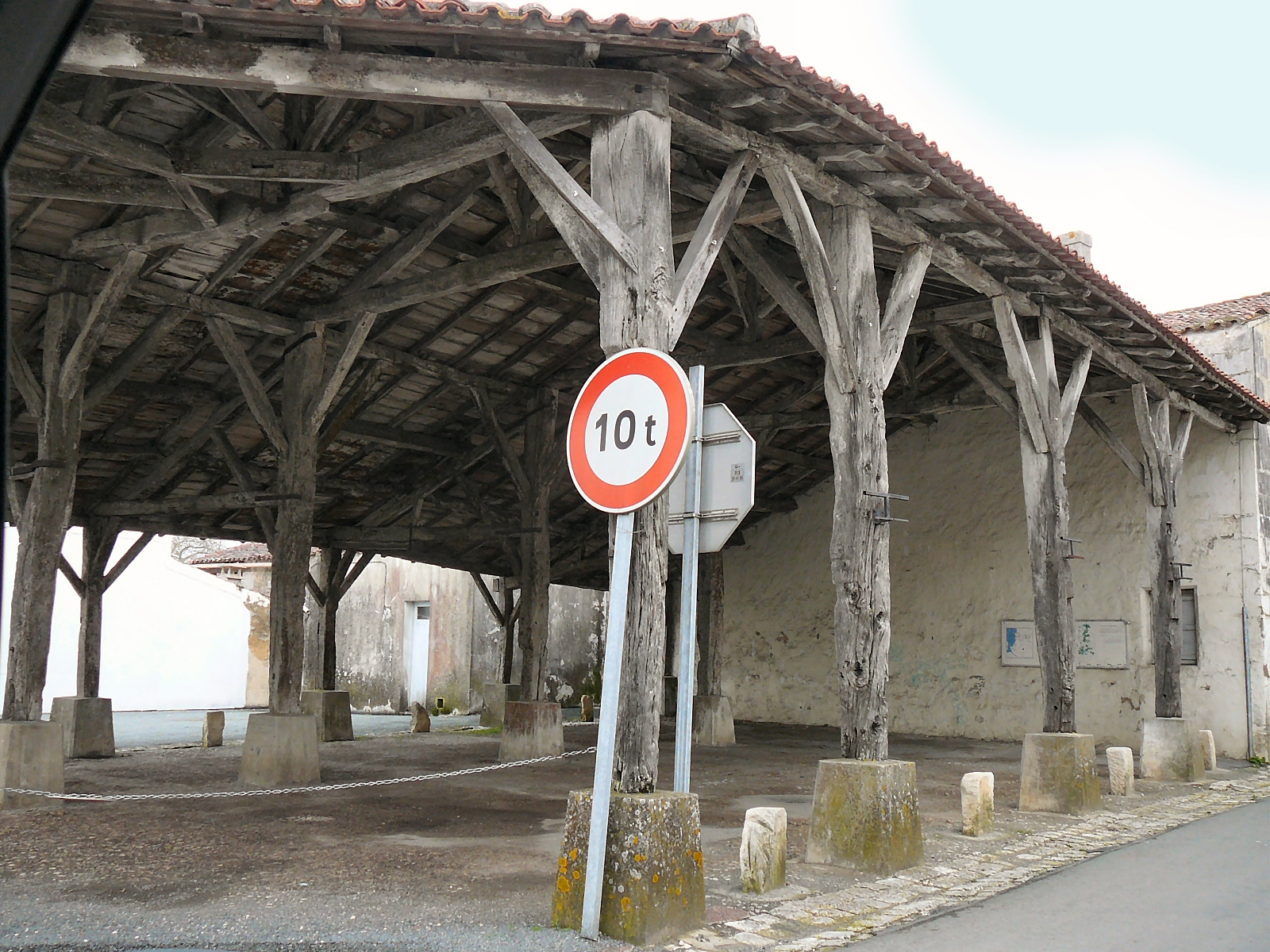
Средневековый рынок
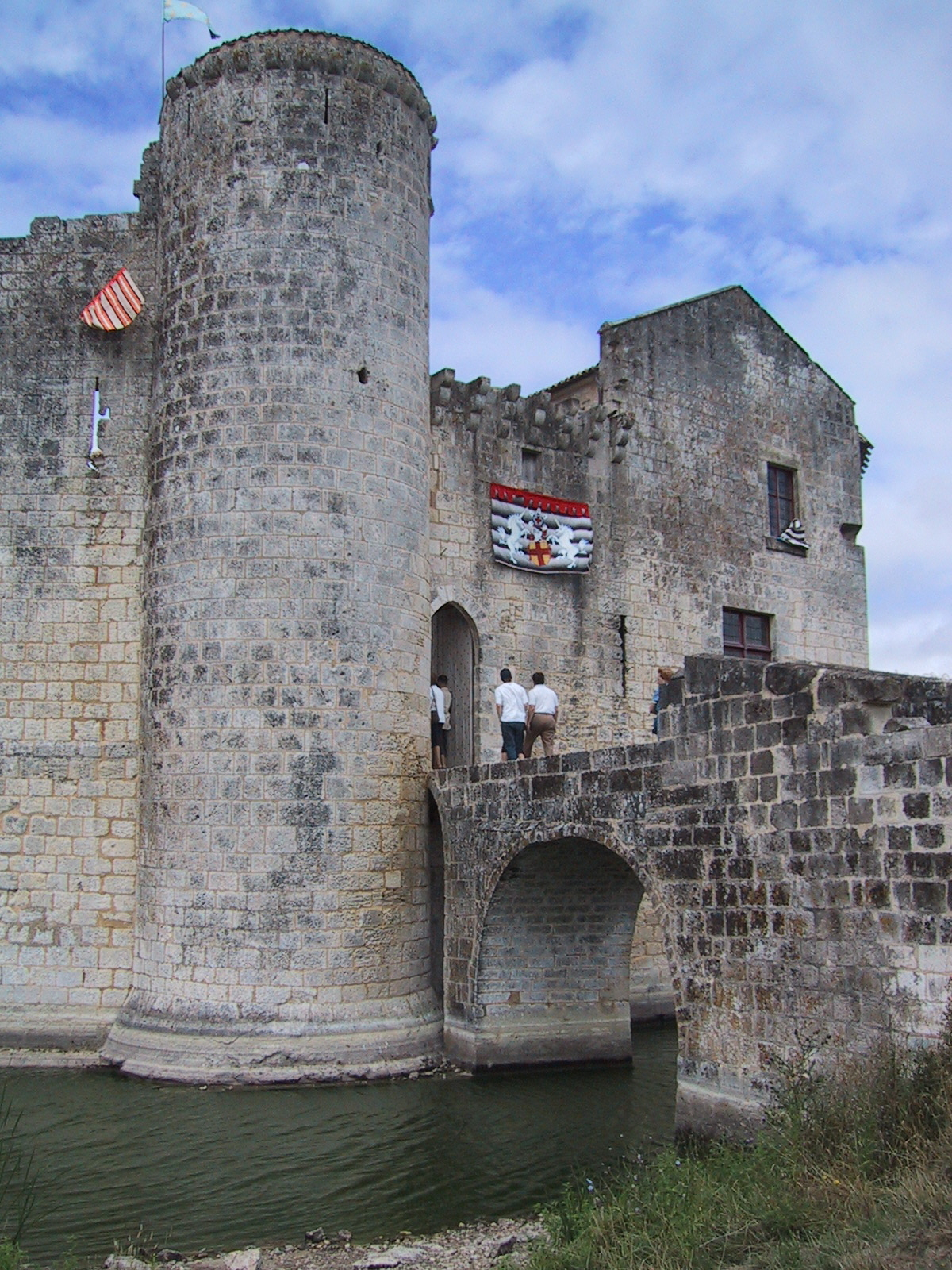
Замок Сен-Жан-д’Англь XII века